# Кубок Англії з футболу 2003—2004
Кубок Англії з футболу 2003—2004 — 123-й розіграш найстарішого футбольного турніру у світі, Кубка виклику Футбольної Асоціації, також відомого як Кубок Англії. У фіналі Манчестер Юнайтед обіграв Міллволл, який у цьому сезоні виступав у Чемпіонаті Футбольної ліги, другому за силою футбольному дивізіоні у Англії.

## Календар
| Раунд                        | Дата                      | Матчів | Клубів    | Призова сума |
| ---------------------------- | ------------------------- | ------ | --------- | ------------ |
| Екстрапопередній раунд       | 23 серпня 2003            | 73     | 661 → 588 | £ 500        |
| Попередній раунд             | 30 серпня 2003            | 182    | 588 → 406 | £ 1 000      |
| Перший раунд кваліфікації    | 20 вересня 2003           | 124    | 406 → 282 | £ 2 250      |
| Другий раунд кваліфікації    | 27 вересня 2003           | 84     | 282 → 198 | £ 3 750      |
| Третій раунд кваліфікації    | 11 жовтня 2003            | 42     | 198 → 156 | £ 5 000      |
| Четвертий раунд кваліфікації | 25 жовтня 2003            | 32     | 156 → 124 | £ 10 000     |
| Перший раунд                 | 7-9 листопада 2003        | 40     | 124 → 84  | £ 16 000     |
| Другий раунд                 | 5-7 грудня 2003           | 20     | 84 → 64   | £ 24 000     |
| Третій раунд                 | 3-4 січня 2004            | 32     | 64 → 32   | £ 40 000     |
| Четвертий раунд              | 24 січня - 11 лютого 2004 | 16     | 32 → 16   | £ 60 000     |
| П'ятий раунд                 | 14-15 лютого 2004         | 8      | 16 → 8    | £ 120 000    |
| Шостий раунд                 | 6-7 березня 2004          | 4      | 8 → 4     | £ 300 000    |
| Півфінали                    | 3-4 квітня 2004           | 2      | 4 → 2     | £ 900 000    |
| Фінал                        | 22 травня 2004            | 1      | 2 → 1     | £ 1 000 000  |

## Кваліфікаційні раунди
Усі клуби, що беруть участь у змаганнях, але не грають Прем'єр-лізі або в Чемпіоншипі повинні пройти кваліфікаційні раунди.

## Перший раунд
На цій стадії турніру починають грати клуби з Першої та Другої ліг.
| Дата                      | Господарі                  | Рахунок | Гості                        | Глядачі |
| ------------------------- | -------------------------- | ------- | ---------------------------- | ------- |
| 7 листопада               | Таррок (6)                 | 1:1     | Лутон Таун (3)               | 1 551   |
| 18 листопада Перегравання | Лутон Таун (3)             | 3:1     | Таррок (6)                   | 3 667   |
| 8 листопада               | Лінкольн Сіті (4)          | 3:1     | Брайтон енд Гоув Альбіон (3) | 4 425   |
| 8 листопада               | Пітерборо Юнайтед (3)      | 2:0     | Герефорд Юнайтед (5)         | 4 479   |
| 8 листопада               | Олдем Атлетік (3)          | 3:0     | Карлайл Юнайтед (4)          | 4 391   |
| 8 листопада               | Челтенгем Таун (4)         | 3:1     | Галл Сіті (4)                | 3 624   |
| 8 листопада               | Йовіл Таун (4)             | 4:1     | Рексем (3)                   | 5 049   |
| 8 листопада               | Маклсфілд Таун (4)         | 3:0     | Бостон Юнайтед (4)           | 2 059   |
| 8 листопада               | Грейс Атлетік (6)          | 1:2     | Олдершот Таун (5)            | 1 500   |
| 8 листопада               | Скарборо (5)               | 1:0     | Донкастер Роверз (4)         | 3 497   |
| 8 листопада               | Барнет (5)                 | 2:2     | Стейлібрідж Селтік (6)       | 1 736   |
| 18 листопада Перегравання | Стейлібрідж Селтік (6)     | 0:2     | Барнет (5)                   | 1 549   |
| 8 листопада               | Блекпул (3)                | 4:0     | Борем Вуд (7)                | 3 969   |
| 8 листопада               | Вікем Вондерерз (3)        | 4:1     | Свіндон Таун (3)             | 4 738   |
| 8 листопада               | Ланкастер Сіті (6)         | 1:2     | Кембридж Юнайтед (4)         | 1 864   |
| 8 листопада               | Вокінг (5)                 | 3:1     | Гістон (7)                   | 2 217   |
| 8 листопада               | Борнмут (3)                | 1:0     | Бристоль Роверз (4)          | 7 200   |
| 8 листопада               | Стівенідж Боро (5)         | 2:1     | Стокпорт Каунті (3)          | 2 538   |
| 8 листопада               | Грантем Таун (6)           | 1:2     | Лейтон Орієнт (4)            | 2 792   |
| 8 листопада               | Нортгемптон Таун (4)       | 3:2     | Плімут Аргайл (3)            | 4 385   |
| 8 листопада               | Транмер Роверз (3)         | 3:2     | Честерфілд (3)               | 5 633   |
| 8 листопада               | Сканторп Юнайтед (4)       | 2:1     | Шрусбері Таун (5)            | 3 232   |
| 8 листопада               | Торкі Юнайтед (4)          | 1:2     | Бертон Альбіон (5)           | 2 790   |
| 8 листопада               | Грімсбі Таун (3)           | 1:0     | Квінз Парк Рейнджерс (3)     | 4 144   |
| 8 листопада               | Брентфорд (3)              | 7:1     | Гейнсборо Трінірі (6)        | 3 041   |
| 8 листопада               | Кіддермінстер Гарріерз (4) | 2:1     | Нортвіч Вікторія (5)         | 2 052   |
| 8 листопада               | Порт Вейл (3)              | 2:2     | Форд Юнайтед (6)             | 4 016   |
| 19 листопада Перегравання | Форд Юнайтед (6)           | 1:2     | Порт Вейл (3)                | 1 324   |
| 8 листопада               | Менсфілд Таун (4)          | 6:0     | Бішопс Сторфорд (6)          | 4 679   |
| 8 листопада               | Фарнборо (5)               | 0:1     | Вест-супер-Мер (6)           | 936     |
| 8 листопада               | Честер Сіті (5)            | 0:1     | Грейвсенд енд Нортфліт (5)   | 2 251   |
| 8 листопада               | Телфорд Юнайтед (5)        | 3:2     | Кроулі Таун (6)              | 1 581   |
| 8 листопада               | Колчестер Юнайтед (3)      | 1:0     | Оксфорд Юнайтед (4)          | 3 672   |
| 8 листопада               | Бері (4)                   | 1:2     | Рочдейл (4)                  | 5464    |
| 8 листопада               | Свонсі Сіті (4)            | 3:0     | Рашден енд Даймондс (3)      | 5 031   |
| 8 листопада               | Гартліпул Юнайтед (3)      | 4:0     | Вітбі Таун (6)               | 5 294   |
| 9 листопада               | Аккрінгтон Стенлі (5)      | 1:0     | Гаддерсфілд Таун (4)         | 3 129   |
| 9 листопада               | Бредфорд Парк Авеню (6)    | 2:5     | Бристоль Сіті (3)            | 1 945   |
| 9 листопада               | Горнчарч (6)               | 2:0     | Дарлінгтон (4)               | 2 186   |
| 9 листопада               | Ноттс Каунті (3)           | 7:2     | Шилдон (8)                   | 4 840   |
| 9 листопада               | Шеффілд Венсдей (3)        | 4:0     | Солсбері Сіті (7)            | 11 419  |
| 9 листопада               | Саутенд Юнайтед (4)        | 1:1     | Кенві Айленд (6)             | 9 234   |
| 19 листопада Перегравання | Кенві Айленд (6)           | 2:3     | Саутенд Юнайтед (4)          | 2 731   |
| 9 листопада               | Йорк Сіті (4)              | 1:2     | Барнслі (3)                  | 5 658   |

## Другий раунд
До другого раунду увійшли переможці першого раунду.
| Дата                   | Господарі                  | Рахунок      | Гості                      | Глядачі |
| ---------------------- | -------------------------- | ------------ | -------------------------- | ------- |
| 5 грудня               | Вікем Вондерерз (3)        | 1:1          | Менсфілд Таун (4)          | 3 212   |
| 16 грудня Перегравання | Менсфілд Таун (4)          | 3:2          | Вікем Вондерерз (3)        | 5 512   |
| 6 грудня               | Нортгемптон Таун (4)       | 3:2          | Вест-супер-Мер (6)         | 3 948   |
| 6 грудня               | Рочдейл (4)                | 0:2          | Лутон Таун (3)             | 2 807   |
| 6 грудня               | Колчестер Юнайтед (3)      | 1:0          | Олдершот Таун (5)          | 4 255   |
| 6 грудня               | Маклсфілд Таун (4)         | 1:1          | Кембридж Юнайтед (4)       | 2 182   |
| 16 грудня Перегравання | Кембридж Юнайтед (4)       | 2:2 пен. 2:4 | Маклсфілд Таун (4)         | 2 545   |
| 6 грудня               | Пітерборо Юнайтед (3)      | 3:2          | Грімсбі Таун (3)           | 4 836   |
| 6 грудня               | Бристоль Сіті (3)          | 0:0          | Барнслі (3)                | 6 741   |
| 16 грудня Перегравання | Барнслі (3)                | 2:1          | Бристоль Сіті (3)          | 5 434   |
| 6 грудня               | Олдем Атлетік (3)          | 2:5          | Блекпул (3)                | 6 143   |
| 6 грудня               | Грейвсенд енд Нортфліт (5) | 1:2          | Ноттс Каунті (3)           | 2 998   |
| 6 грудня               | Телфорд Юнайтед (5)        | 3:0          | Брентфорд (3)              | 2 996   |
| 6 грудня               | Вокінг (5)                 | 0:3          | Кіддермінстер Гарріерз (4) | 3 484   |
| 6 грудня               | Горнчарч (6)               | 0:1          | Транмер Роверз (3)         | 3 500   |
| 6 грудня               | Борнмут (3)                | 1:1          | Аккрінгтон Стенлі (5)      | 7 551   |
| 15 грудня Перегравання | Аккрінгтон Стенлі (5)      | 0:0 пен. 5:3 | Борнмут (3)                | 2 585   |
| 6 грудня               | Челтенгем Таун (4)         | 3:1          | Лейтон Орієнт (4)          | 3 959   |
| 6 грудня               | Йовіл Таун (4)             | 3:1          | Барнет (5)                 | 5 973   |
| 6 грудня               | Саутенд Юнайтед (4)        | 3:0          | Лінкольн Сіті (4)          | 4 258   |
| 6 грудня               | Сканторп Юнайтед (4)       | 2:2          | Шеффілд Венсдей (3)        | 7 418   |
| 17 грудня Перегравання | Шеффілд Венсдей (3)        | 0:0 пен. 1:3 | Сканторп Юнайтед (4)       | 11 722  |
| 6 грудня               | Свонсі Сіті (4)            | 2:1          | Стівенідж Боро (5)         | 6 125   |
| 7 грудня               | Бертон Альбіон (5)         | 0:1          | Гартліпул Юнайтед (3)      | 3 132   |
| 7 грудня               | Порт Вейл (3)              | 0:1          | Скарборо (5)               | 4 651   |

## Третій раунд
Переможці другого раунду зіграли з усіма командами з Прем'єр-ліги та Чемпіоншипу.
| Дата                  | Господарі                  | Рахунок | Гості                      | Глядачі |
| --------------------- | -------------------------- | ------- | -------------------------- | ------- |
| 3 січня               | Вімблдон (2)               | 1:1     | Сток Сіті (2)              | 3 609   |
| 13 січня Перегравання | Сток Сіті (2)              | 0:1     | Вімблдон (2)               | 6 463   |
| 3 січня               | Кардіфф Сіті (2)           | 0:1     | Шеффілд Юнайтед (2)        | 10 525  |
| 3 січня               | Менсфілд Таун (4)          | 0:2     | Бернлі (2)                 | 8 290   |
| 3 січня               | Кру Александра (2)         | 0:1     | Телфорд Юнайтед (5)        | 7 085   |
| 3 січня               | Барнслі (3)                | 0:0     | Сканторп Юнайтед (4)       | 10 839  |
| 13 січня Перегравання | Сканторп Юнайтед (4)       | 2:0     | Барнслі (3)                | 6 293   |
| 3 січня               | Портсмут                   | 2:1     | Блекпул (3)                | 13 479  |
| 3 січня               | Нортгемптон Таун (4)       | 1:1     | Ротергем Юнайтед (2)       | 5 741   |
| 13 січня Перегравання | Ротергем Юнайтед (2)       | 1:2     | Нортгемптон Таун (4)       | 9 045   |
| 3 січня               | Манчестер Сіті             | 2:2     | Лестер Сіті                | 30 617  |
| 14 січня Перегравання | Лестер Сіті                | 1:3     | Манчестер Сіті             | 18 916  |
| 3 січня               | Саутгемптон                | 0:3     | Ньюкасл Юнайтед            | 28 456  |
| 3 січня               | Бірмінгем Сіті             | 4:0     | Блекберн Роверз            | 18 688  |
| 3 січня               | Ноттінгем Форест (2)       | 1:0     | Вест Бромвіч Альбіон (2)   | 11 843  |
| 3 січня               | Вотфорд (2)                | 0:0     | Челсі                      | 21 121  |
| 14 січня Перегравання | Челсі                      | 4:0     | Вотфорд (2)                | 38 763  |
| 3 січня               | Кіддермінстер Гарріерз (4) | 1:1     | Вулвергемптон Вондерерз    | 6 005   |
| 13 січня Перегравання | Вулвергемптон Вондерерз    | 2:0     | Кіддермінстер Гарріерз (4) | 25 808  |
| 3 січня               | Джиллінгем (2)             | 3:2     | Чарльтон Атлетик           | 10 894  |
| 3 січня               | Свонсі Сіті (4)            | 2:1     | Маклсфілд Таун (4)         | 8 112   |
| 3 січня               | Тоттенгем Готспур          | 3:0     | Крістал Пелес (2)          | 32 340  |
| 3 січня               | Саутенд Юнайтед (4)        | 1:1     | Скарборо (5)               | 6 902   |
| 14 січня Перегравання | Скарборо (5)               | 1:0     | Саутенд Юнайтед (4)        | 4 859   |
| 3 січня               | Сандерленд (2)             | 1:0     | Гартліпул Юнайтед (3)      | 40 816  |
| 3 січня               | Транмер Роверз (3)         | 1:1     | Болтон Вондерерз           | 10 587  |
| 13 січня Перегравання | Болтон Вондерерз           | 1:2 дч  | Транмер Роверз (3)         | 8 759   |
| 3 січня               | Престон Норт-Енд (2)       | 3:3     | Редінг (2)                 | 9 428   |
| 13 січня Перегравання | Редінг (2)                 | 1:2 дч  | Престон Норт-Енд (2)       | 9 314   |
| 3 січня               | Віган Атлетік (2)          | 1:2     | Вест Гем Юнайтед (2)       | 11 793  |
| 3 січня               | Мідлсбро                   | 2:0     | Ноттс Каунті (3)           | 15 061  |
| 3 січня               | Іпсвіч Таун (2)            | 3:0     | Дербі Каунті (2)           | 16 159  |
| 3 січня               | Ковентрі Сіті (2)          | 2:1     | Пітерборо Юнайтед (3)      | 11 400  |
| 3 січня               | Евертон                    | 3:1     | Норвіч Сіті (2)            | 29 955  |
| 3 січня               | Аккрінгтон Стенлі (5)      | 0:0     | Колчестер Юнайтед (3)      | 4 368   |
| 13 січня Перегравання | Колчестер Юнайтед (3)      | 2:1     | Аккрінгтон Стенлі (5)      | 5 611   |
| 3 січня               | Бредфорд Сіті (2)          | 1:2     | Лутон Таун (3)             | 8 222   |
| 3 січня               | Міллволл (2)               | 2:1     | Волсолл (2)                | 6 977   |
| 4 січня               | Астон Вілла                | 1:2     | Манчестер Юнайтед          | 40 371  |
| 4 січня               | Йовіл Таун (4)             | 0:2     | Ліверпуль                  | 9 348   |
| 4 січня               | Фулгем                     | 2:1     | Челтенгем Таун (4)         | 10 303  |
| 4 січня               | Лідс Юнайтед               | 1:4     | Арсенал                    | 31 207  |

## Четвертий раунд
У цьому раунді зіграли переможці попереднього етапу.
| Дата                  | Господарі               | Рахунок | Гості                 | Глядачі |
| --------------------- | ----------------------- | ------- | --------------------- | ------- |
| 24 січня              | Свонсі Сіті (4)         | 2:1     | Престон Норт-Енд (2)  | 10 200  |
| 24 січня              | Арсенал                 | 4:1     | Мідлсбро              | 37 256  |
| 24 січня              | Ковентрі Сіті (2)       | 1:1     | Колчестер Юнайтед (3) | 15 341  |
| 3 лютого Перегравання | Колчестер Юнайтед (3)   | 3:1     | Ковентрі Сіті (2)     | 5 530   |
| 24 січня              | Іпсвіч Таун (2)         | 1:2     | Сандерленд (2)        | 21 406  |
| 24 січня              | Лутон Таун (3)          | 0:1     | Транмер Роверз (3)    | 8 767   |
| 24 січня              | Ліверпуль               | 2:1     | Ньюкасл Юнайтед       | 41 365  |
| 24 січня              | Бернлі (2)              | 3:1     | Джиллінгем (2)        | 9 735   |
| 24 січня              | Портсмут                | 2:1     | Сканторп Юнайтед (4)  | 17 508  |
| 24 січня              | Скарборо (5)            | 0:1     | Челсі                 | 5 379   |
| 24 січня              | Бірмінгем Сіті          | 1:0     | Вімблдон (2)          | 22 159  |
| 25 січня              | Манчестер Сіті          | 1:1     | Тоттенгем Готспур     | 28 840  |
| 4 лютого Перегравання | Тоттенгем Готспур       | 3:4     | Манчестер Сіті        | 30 400  |
| 25 січня              | Ноттінгем Форест (2)    | 0:3     | Шеффілд Юнайтед (2)   | 17 306  |
| 25 січня              | Вулвергемптон Вондерерз | 1:3     | Вест Гем Юнайтед (2)  | 24 143  |
| 25 січня              | Евертон                 | 1:1     | Фулгем                | 27 862  |
| 4 лютого Перегравання | Фулгем                  | 2:1     | Евертон               | 11 551  |
| 25 січня              | Нортгемптон Таун (4)    | 0:3     | Манчестер Юнайтед     | 7 356   |
| 11 лютого             | Телфорд Юнайтед (5)     | 0:2     | Міллволл (2)          | 5 589   |

## П'ятий раунд
На цьому етапі зіграли переможці попереднього раунду.
| Дата                   | Господарі            | Рахунок | Гості                 | Глядачі |
| ---------------------- | -------------------- | ------- | --------------------- | ------- |
| 14 лютого              | Манчестер Юнайтед    | 4:2     | Манчестер Сіті        | 67 228  |
| 14 лютого              | Транмер Роверз (3)   | 2:1     | Свонсі Сіті (4)       | 12 215  |
| 14 лютого              | Міллволл (2)         | 1:0     | Бернлі (2)            | 10 420  |
| 14 лютого              | Сандерленд (2)       | 1:1     | Бірмінгем Сіті        | 24 966  |
| 25 лютого Перегравання | Бірмінгем Сіті       | 0:2     | Сандерленд (2)        | 25 645  |
| 14 лютого              | Фулгем               | 0:0     | Вест Гем Юнайтед (2)  | 14 705  |
| 24 лютого Перегравання | Вест Гем Юнайтед (2) | 0:3     | Фулгем                | 27 934  |
| 15 лютого              | Шеффілд Юнайтед (2)  | 1:0     | Колчестер Юнайтед (3) | 17 074  |
| 15 лютого              | Арсенал              | 2:1     | Челсі                 | 38 136  |
| 15 лютого              | Ліверпуль            | 1:1     | Портсмут              | 34 669  |
| 22 лютого Перегравання | Портсмут             | 1:0     | Ліверпуль             | 19 529  |

## Шостий раунд
На цьому етапі зіграли переможці попереднього раунду.
| Дата                    | Господарі          | Рахунок | Гості               | Глядачі |
| ----------------------- | ------------------ | ------- | ------------------- | ------- |
| 6 березня               | Манчестер Юнайтед  | 2:1     | Фулгем              | 67 614  |
| 6 березня               | Портсмут           | 1:5     | Арсенал             | 20 137  |
| 7 березня               | Міллволл (2)       | 0:0     | Транмер Роверз (3)  | 16 404  |
| 16 березня Перегравання | Транмер Роверз (3) | 1:2     | Міллволл (2)        | 15 510  |
| 7 березня               | Сандерленд (2)     | 1:0     | Шеффілд Юнайтед (2) | 37 115  |

## Півфінали
У півфіналах зіграли команди, що перемогли на попередньому етапі.
| Дата     | Господарі      | Рахунок | Гості             | Глядачі |
| -------- | -------------- | ------- | ----------------- | ------- |
| 3 квітня | Арсенал        | 0:1     | Манчестер Юнайтед | 39 939  |
| 3 квітня | Сандерленд (2) | 0:1     | Міллволл (2)      | 56 112  |

## Фінал
| 22 травня 2004 |

| Манчестер Юнайтед                    | 3:0      | Міллволл (2) |
| ------------------------------------ | -------- | ------------ |
| Роналду 43' ван Ністелрой 65' (пен.) | Протокол |              |

| Мілленіум, Кардіфф Глядачів: 71 350 Арбітр: Джефф Вінтер |